# Impatiens griffithii
Impatiens griffithii är en balsaminväxtart som beskrevs av Joseph Dalton Hooker och Thoms. Impatiens griffithii ingår i släktet balsaminer, och familjen balsaminväxter. Utöver nominatformen finns också underarten I. g. sarcantha.